# Nguyễn Diệp Phương Trâm
Nguyễn Diệp Phương Trâm (sinh 2001) là một vận động viên bơi lội Việt Nam, người nắm giữ kỷ lục quốc gia nội dung 50m tự do và 50m bướm; 50m tự do, 50m bướm, 100m bướm và 100m ngửa (hồ 25m)

## Sự nghiệp

### Quốc gia
Tại Giải vô địch bơi lội trẻ Việt Nam 2015, Nguyễn Diệp Phương Trâm giành 9 huy chương vàng, 4 huy chương bạc, 1 huy chương đồng trong 17 nội dung tham dự. Tiếp đến tại Giải bơi lặn vô địch các Câu lạc bộ quốc gia khu vực II ở nội dung nào tham dự cô cũng có huy chương, với tổng cộng 9 huy chương vàng, 5 huy chương bạc và 2 huy chương đồng.
Tại Giải vô địch bơi lặn Việt Nam năm 2015 tại Đà Nẵng, Nguyễn Diệp Phương Trâm đã phá kỷ lục quốc gia 50 m bướm nữ của Nguyễn Thị Ánh Viên với thành tích 27 giây 60. Ít ngày sau, cô lại phá kỷ lục 50 m tự do nữ (cũng của Ánh Viên) với thành tích 26 giây 37. Phương Trâm đóng góp hai huy chương vàng cho đoàn Thành phố Hồ Chí Minh tại giải đấu này.
Tại Giải vô địch bơi lặn Việt Nam bể ngắn 25m năm 2016, Phương Trâm giành toàn bộ 21 huy chương vàng ở 21 nội dung đăng ký, phá 6 kỷ lục quốc gia, phá kỷ lục số huy chương vàng tại giải của Kim Tuyến. Do Ánh Viên không tham dự giải nên Phương Trâm không có đối thủ.

### Quốc tế
Tại Đại hội Thể thao Đông Nam Á 2015, Nguyễn Diệp Phương Trâm là vận động viên trẻ nhất của đoàn Việt Nam. Cô lọt vào được chung kết của hai nội dung 50 m bướm và 50 m tự do.